# Спектрофобія
Ейсоптрофобія (від грец. * Εἴσοπτρον «дзеркало») або спектрофобія (від лат. Spectrum «видіння», «образ») — специфічна фобія, яка полягає в боязні дзеркал і страху побачити власне відображення в них . Може бути пов'язана з дисморфофобією — стурбованістю своєю некрасою або каліцтвом.
Психоаналітик Шандор Ференці виділяє дві основні причини ейсоптрофобії: боязнь самопізнання і втеча від ексгібіціонізму .